# Zabaikalsk
Zabaikalsk (en ruso: Забайка́льск) es un asentamiento de tipo urbano o posiólok (Посёлок) del krai de Zabaikalie, en Rusia, centro administrativo del raión homónimo. Localizado en la frontera ruso-china, opuesto a Manzhouli.
La autopista ruso-china AH6 pasa a través de la localidad. La isla de Abagaitu, antiguamente en disputa, se encuentra unos 100 km al este, en el río Argún.

## Historia
La ciudad fue fundada en 1904 como una estación (Razyezd 86) en el Transmanchuriano. Desde 1924 se estacionó aquí un destacamento de guardia fronteriza. Tras el conflicto sino-soviético de 1929, la estación fue rebautizada como otpor ("repulsa").
Hasta mediados de la década de 1930, Razyead 86/Otpor tenía poca importancia como estación, ya que todas las formalidades fronterizas se llevaban a cabo en la estación de Matsiyevskaya (más dentro de Rusia) y en Manzhouli, en el lado chino de la frontera. La estación fue agrandada a mediados de esa década, tras la venta del ferrocarril del lado chino por la URSS a Manchukuo y ser convertido desde el ancho de vía ruso al ancho de vía chino. Por esta razón, Otpor se convirtió en la última estación con ancho de vía ruso, es decir era la estación cambiador de ancho. Sería muy importante en 1945, como una de las bases de la invasión rusa de Manchuria, tras la que se reconvirtió el ferrocarril al ancho de vía ruso. La importancia de la estación no se vio alterada, ya que era la principal vía de comunicación ferroviaria entre Rusia y China Comunista. A petición del gobierno chino, en 1958, la localidad fue rebautizada como Zabaikalsk («La ciudad más allá del Baikal»).

## Demografía
| 1989  | 2002   | 2009   | 2012   | 2013   | 2016   |
| ----- | ------ | ------ | ------ | ------ | ------ |
| 8.632 | 10.210 | 10.899 | 12.221 | 12.421 | 13 030 |

## Transporte

Zabaikalsk en el mapa de los principales ferrocarriles de la región

Zabaykalsk/Manzhouli es una de las tres conexiones directas entre los ferrocarriles ruso y chino (los otros dos están en el krai de Primorie, más al este, aunque gran parte del tráfico entre China y Rusia se da a través de Mongolia. La vía que llega aquí parte del ferrocarril Transiberiano a la altura del enlace de Karymskaya, al este de Chitá. Originalmente (hasta 1916) esta línea formaba parte de la principal ruta ferroviaria entre Moscú y Vladivostok, que cortaba por Manchuria sobre el antiguo Transmanchuriano. Tras la apertura de la ruta moderna del Transiberiano, situada enteramente en territorio ruso, este ramal meridional a través de China, se limitó a ser una vía de enlace a China.
También pasa por la localidad la carretera A166 que viene de Chitá.

## Personalidades
- Lidia Bobrova, directora de cine.